# Дитя риковеческое
«Дитя риковеческое» (англ. Childrick of Mort) — девятый эпизод четвёртого сезона американского мультсериала «Рик и Морти». Сценарий к эпизоду написал Джеймс Сичильяно, а режиссёром выступил Кёнг Хи Лим.
Название эпизода отсылает к фильму «Дитя человеческое» (2006).
Премьера эпизода состоялась 24 мая 2020 года в блоке Adult Swim на Cartoon Network. Эпизод посмотрели около 1,2 миллиона зрителей во время выхода в эфир.

## Сюжет
Когда семья Смитов отправляется в поход, Рику звонит Гея, разумная планета, и сообщает, что она беременна его детьми. Рик неохотно забирает семью к Гее, где они становятся свидетелями рождения первого поколения детей. Рик отрицает, что он отец, но он и Бет строят передовой город для детей, чтобы они могли стать самодостаточной космической цивилизацией. Их система определения профессий для детей заканчивается тем, что «Бесполезников» выкидывают за пределы города.
Между тем, Джерри берёт Морти и Саммер в поход в лес на Гее. Однако Саммер обвиняет Джерри в том, что он использует кемпинг как предлог, чтобы казаться важным. Обиженный, Джерри покидает лагерь, в то время как Морти и Саммер ищут Рика и Бет. В конце концов Джерри вступает в контакт с Бесполезниками, которых он воспитывает в примитивном племенном обществе, ненавидящем технологии.
Морти и Саммер теряются и находят разбившийся космический корабль, который они ремонтируют, но не могут им управлять. Как раз когда Рик и Бет находятся на грани завершения своего проекта, Джерри ведёт против них свою армию Бесполезников. В то же время прибывает богоподобное существо по имени Реджи. Гея признаёт, что совершила ошибку, а Реджи — настоящий отец её детей. Реджи пытается взять на себя опеку над своими детьми, но Рик отказывается уступить. Реджи даёт Джерри силы, в то время как Рик даёт Бет продвинутое оружие, оставляя двоих сражаться друг с другом, в то время как Рик лично сражается с Реджи. Бет и Джерри заходят в тупик, а Рик почти побеждён Реджи.
Реджи собирается убить Рика, но Морти и Саммер нечаянно врезаются на космическом корабле в голову Реджи, убивая его. Тело Реджи падает на Гею, разрушая город Рика и Бет и убивая многих её детей. Из-за удара Бет падает в расщелину, но её спасает Джерри. Разъярённая смертью Реджи и ущербом, нанесённым Риком, Гея преследует семью Смитов, оставляя выживших детей на произвол судьбы. Джерри признаёт, что хотел пойти в поход только для того, чтобы почувствовать себя важным, а Морти и Саммер извиняются за свою грубость. Рассерженный тем, что семья встала на сторону Джерри, Рик рассказывает о холодном воспитании детей Бет, рассказывая, что Морти и Саммер убили Реджи.
В сцене после титров, когда Рик смотрит рекламу «Только планеты!», рекламирующую горячие, горячие планеты, Саммер ловит его на месте просмотра.

## Отзывы
Джесси Шедин из IGN оценил эпизод на 8/10, заявив, что этот эпизод «является ещё одним приятным дополнением к „Рику и Морти: Сезон 4“. Если это не самая забавная или весёлая игра, она определённо выиграет от того, что Джерри будет впереди и в центре внимания для разнообразия. Более того, немного более мрачный подход кажется уместным, учитывая, насколько отношения Рика и Бет лежат в основе этого эпизода. Эпизод 9 посвящен борьбе за то, чтобы быть хорошим родителем, и вполне уместно, что вывод оставляет всех немного несчастнее и хуже, чем в начале». Джо Матар из Den of Geek оценил эпизод на 2,5/5, заявив, что «со всей семьей Смитов, „Дитя риковеческое“ — это долгожданное изменение темпа после кучки порой одного и того же Рика и Морти центрических эпизодов, но только на самом базовом уровне, потому что это довольно посредственно. Происходит много сумасшедшего дерьма, как это обычно бывает с Риком и Морти, но отсутствие выдающихся шуток или интересных моментов персонажей делает процесс обыденным. Я этого не делал. Я считаю „Дитя риковеческое“ утомительным, как и „Риконечную мортисторию“. Это просто что угодно».